# Mchinji
Mchinji är en distriktshuvudort i Malawi. Den ligger i distriktet Mchinji och regionen Central Region, i den västra delen av landet. Mchinji ligger 1 186 meter över havet och antalet invånare är 18 305.
Terrängen runt Mchinji är kuperad åt sydväst, men åt nordost är den platt. Omgivningarna runt Mchinji är huvudsakligen savann och på norra sidan finns skog.